# Murraya koenigii
Murraya koenigii (cà ri Ấn Độ, cà ri Patta, chùm hôi trắng, xan tróc hay đơn giản là cây cà ri) là một loài thực vật có hoa trong họ Cửu lý hương. Loài này được (L.) Spreng. mô tả khoa học đầu tiên năm 1817.

## Mô tả
Cây bụi cao 1-2m, có các nhánh màu tía sẫm. Lá kép lông chim lẻ với 17-21 dụi lá chét dài 3–5 cm, mọc so le, hình trái xoan thon, không cân xứng, nhẵn hay hơi có lông mịn, nhạt ở mặt dưới; mép có răng tròn thấp, gân phụ 4-6 cặp, lồi rõ ở mặt dưới. Hoa nhỏ, màu trắng có mùi không thơm lắm, tập hợp thành ngù kép ở ngọn ngắn hơn lá. Quả dạng quả mọng, dài 1 cm, màu tía sẫm, có tuyến, với 1-2 hạt bao bởi chất nhầy.

## Phân bố
Cây có nguồn gốc Ấn Độ và Sri Lanka nhưng cũng phổ biến ở Campuchia, Lào, Nam Trung Quốc, Indonesia và Việt Nam, mọc hoang và được trồng tại nhiều nơi.

## Thành phần hóa học
Lá rất thơm, chứa carbazol alcaloid như mukonin, mukonicin, clausenalen. Vỏ rễ có một tỷ lệ cao tinh dầu và một glucosid koenigin.

## Công dụng
Toàn bộ lá, thân, quả, hạt và rễ đều được sử dụng làm gia vị và làm thuốc. Ở Ấn Độ, người ta trồng chủ yếu để lấy lá, phần lớn để chế bột cari và làm thuốc. Quả, lá có thể dùng để trị lỵ, tiêu chảy và sốt rét, phát ban, hạ sốt, rắn cắn v.v.

## Hình ảnh

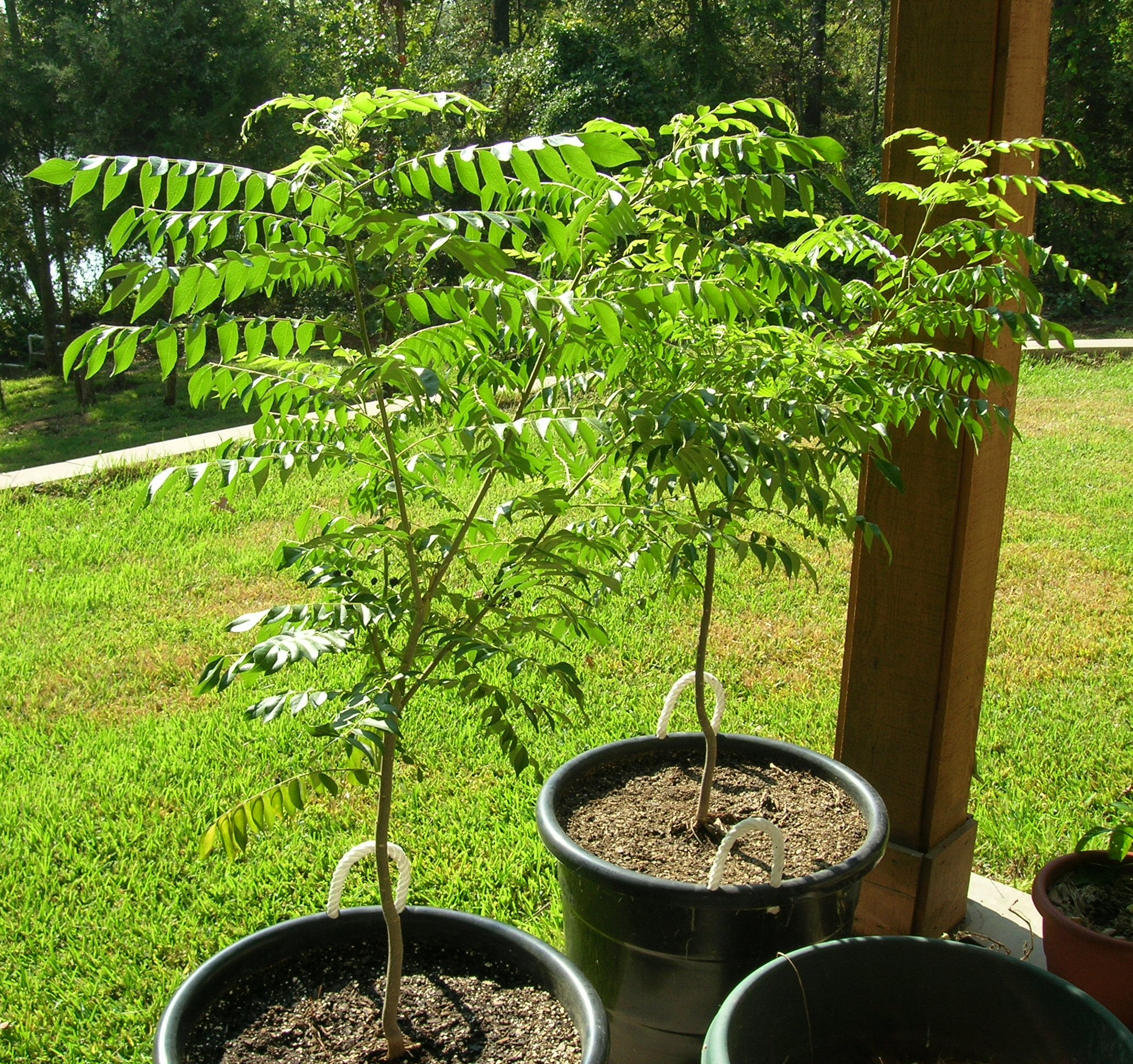
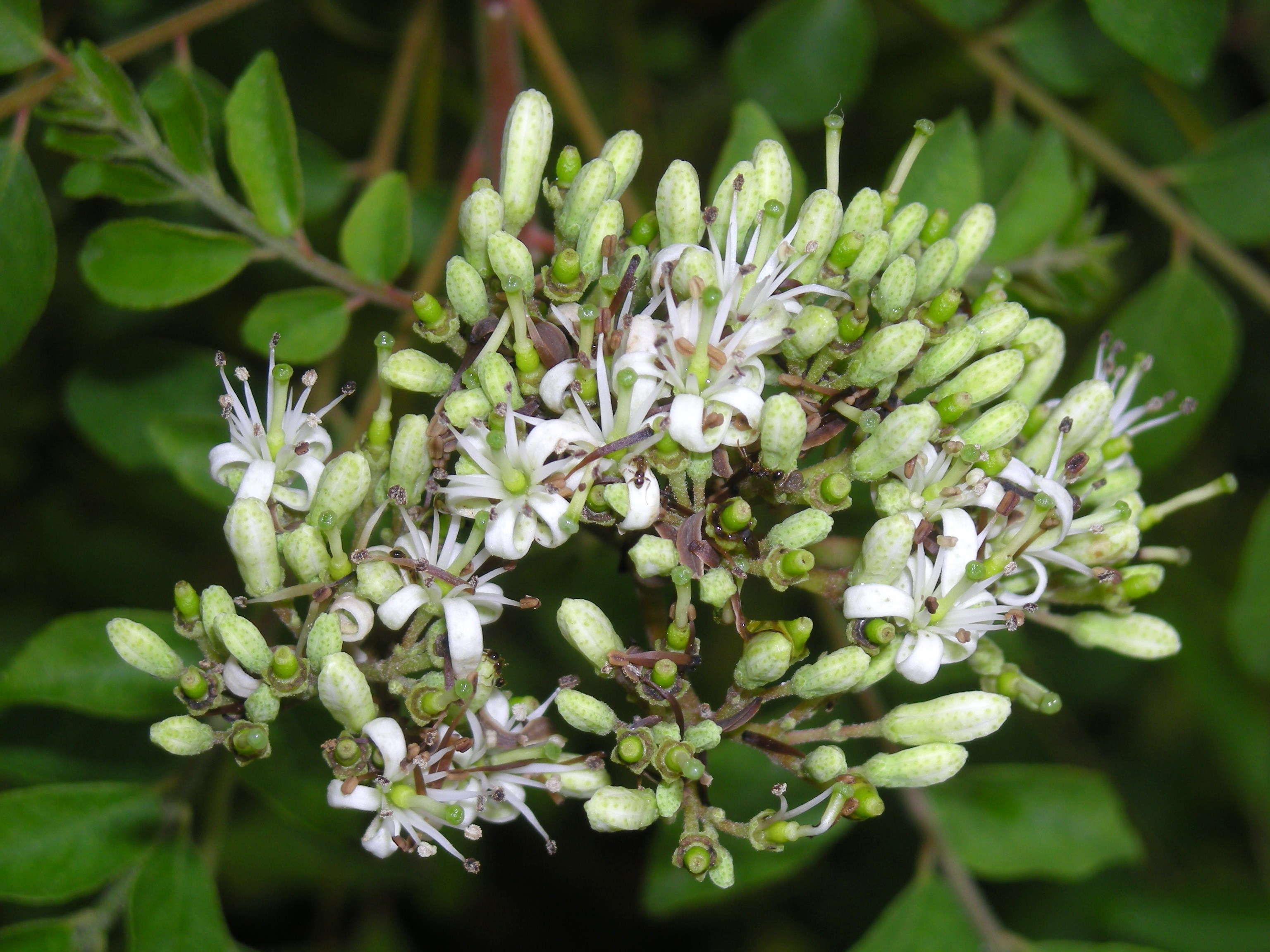
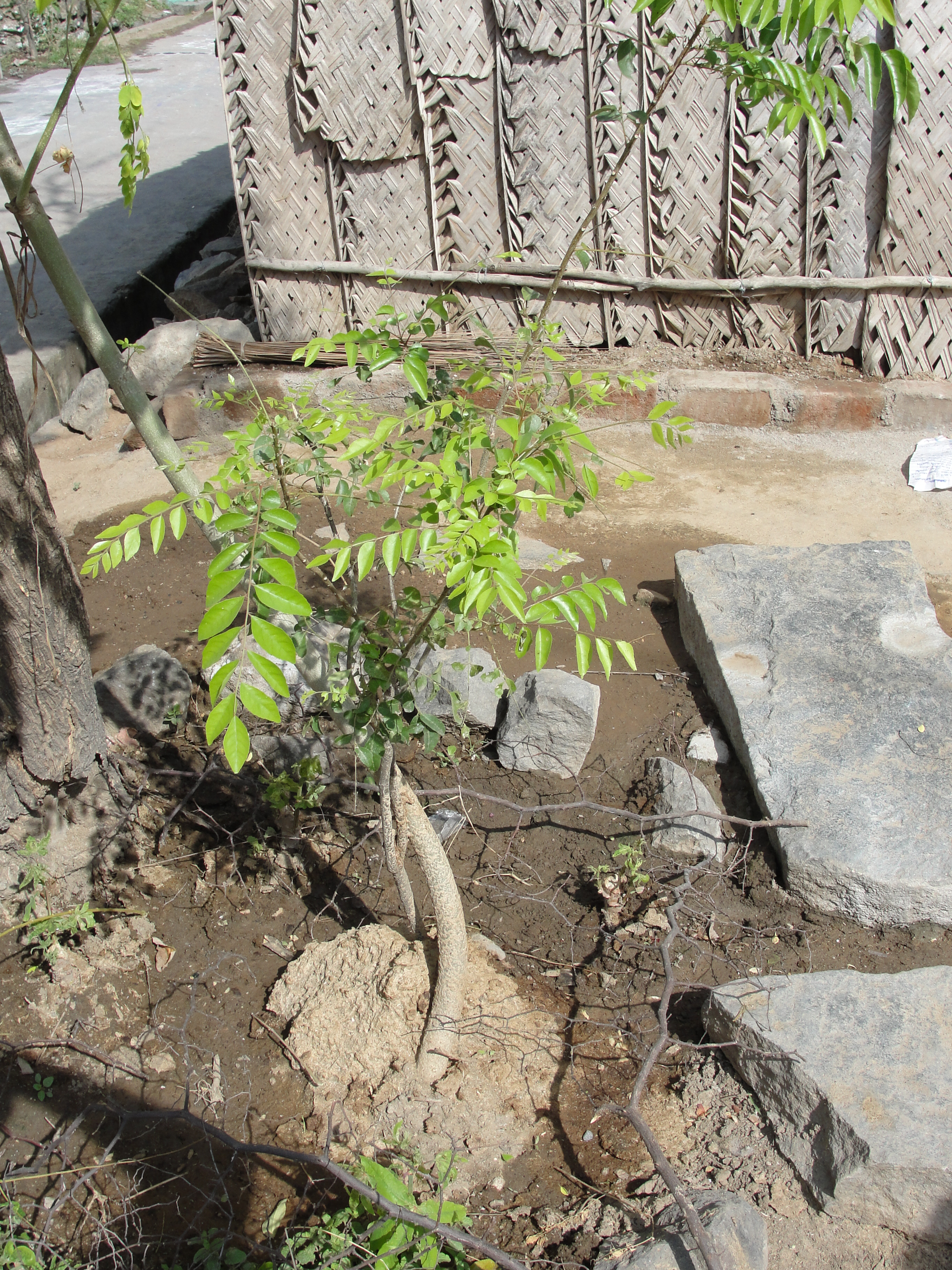
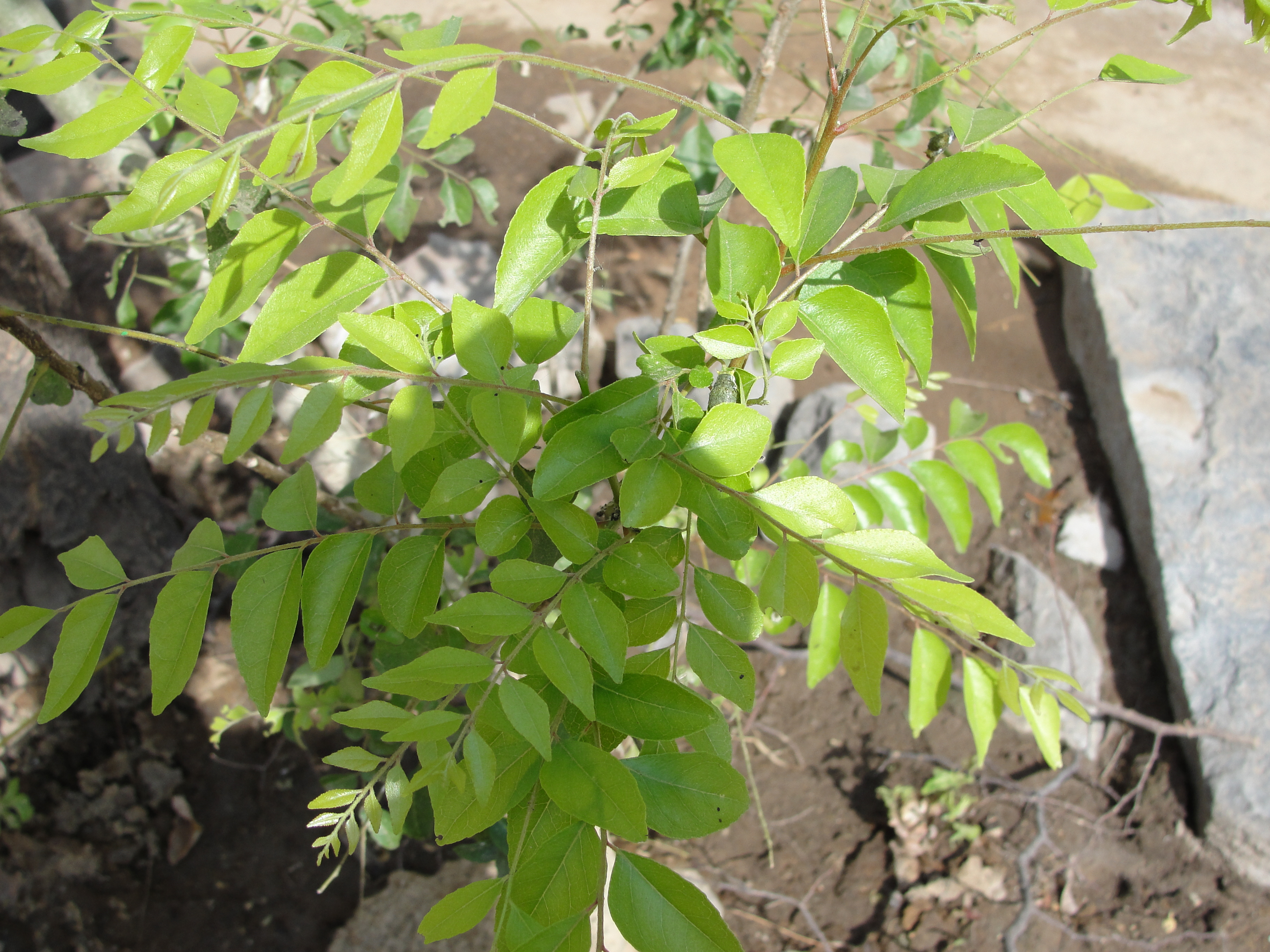